# Arturo Chiappe
Alejandro Aníbal Arturo Chiappe (Buenos Aires, 24 marzo 1889 – Ensenada, 7 gennaio 1952) è stato un calciatore argentino, di ruolo difensore.

## Caratteristiche tecniche
Giocava come difensore destro.

## Palmarès

### Club

#### Competizioni nazionali
- Segunda División (Argentina): 1

River Plate: 1908